# Перламутровка геката
Перламутровка геката (Brenthis hecate) — вид дневных бабочек из семейства нимфалид. Длина переднего крыла 21—24 мм.

## Этимология названия
Геката — древнее восточное божество, культ которого был перенесён в Грецию. Дочь титанов Перса и Астерии, богиня мрака, повелительница в подземном царстве и покровительница волшебства и заклинаний.

## Описание

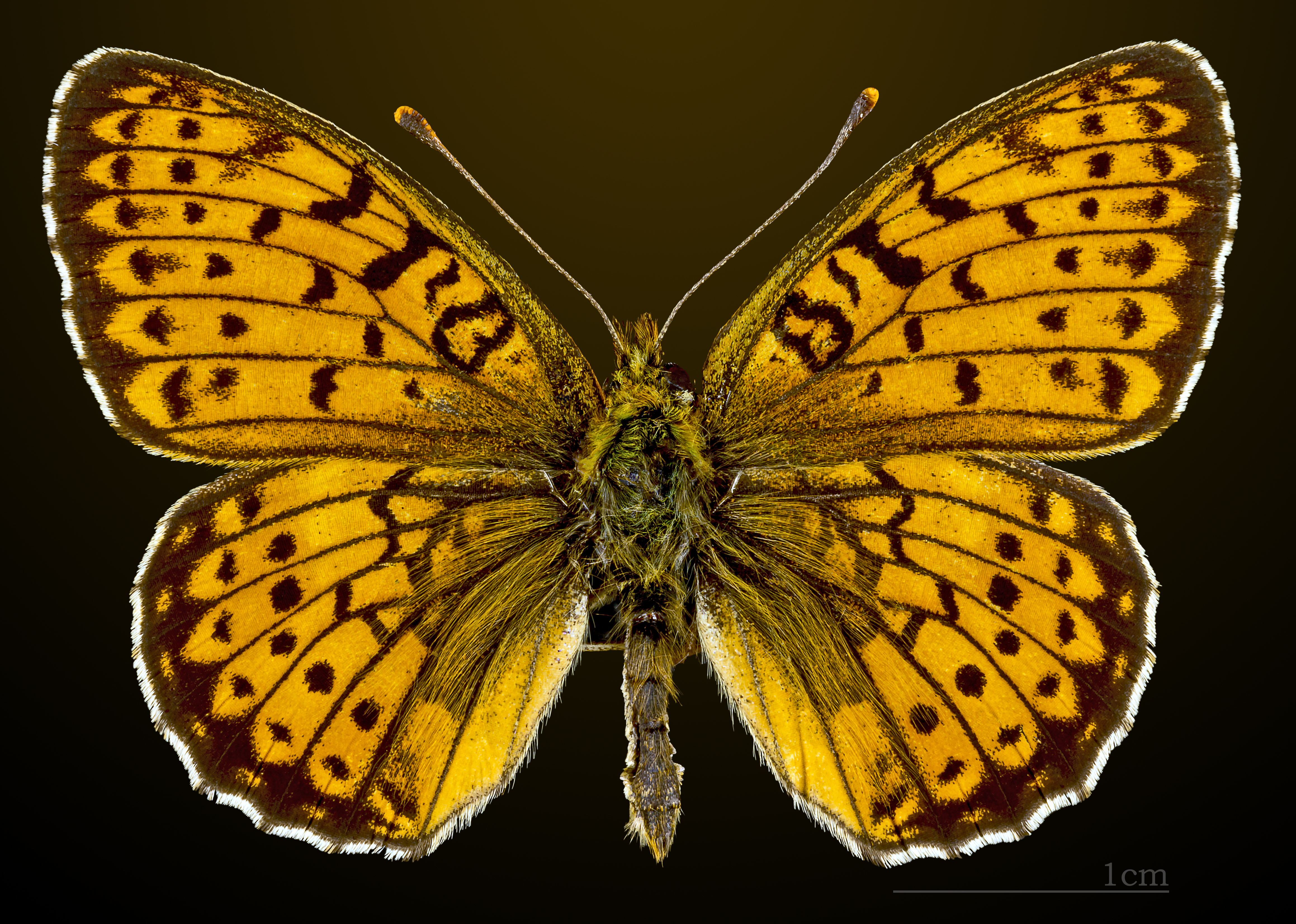
Перламутровка геката
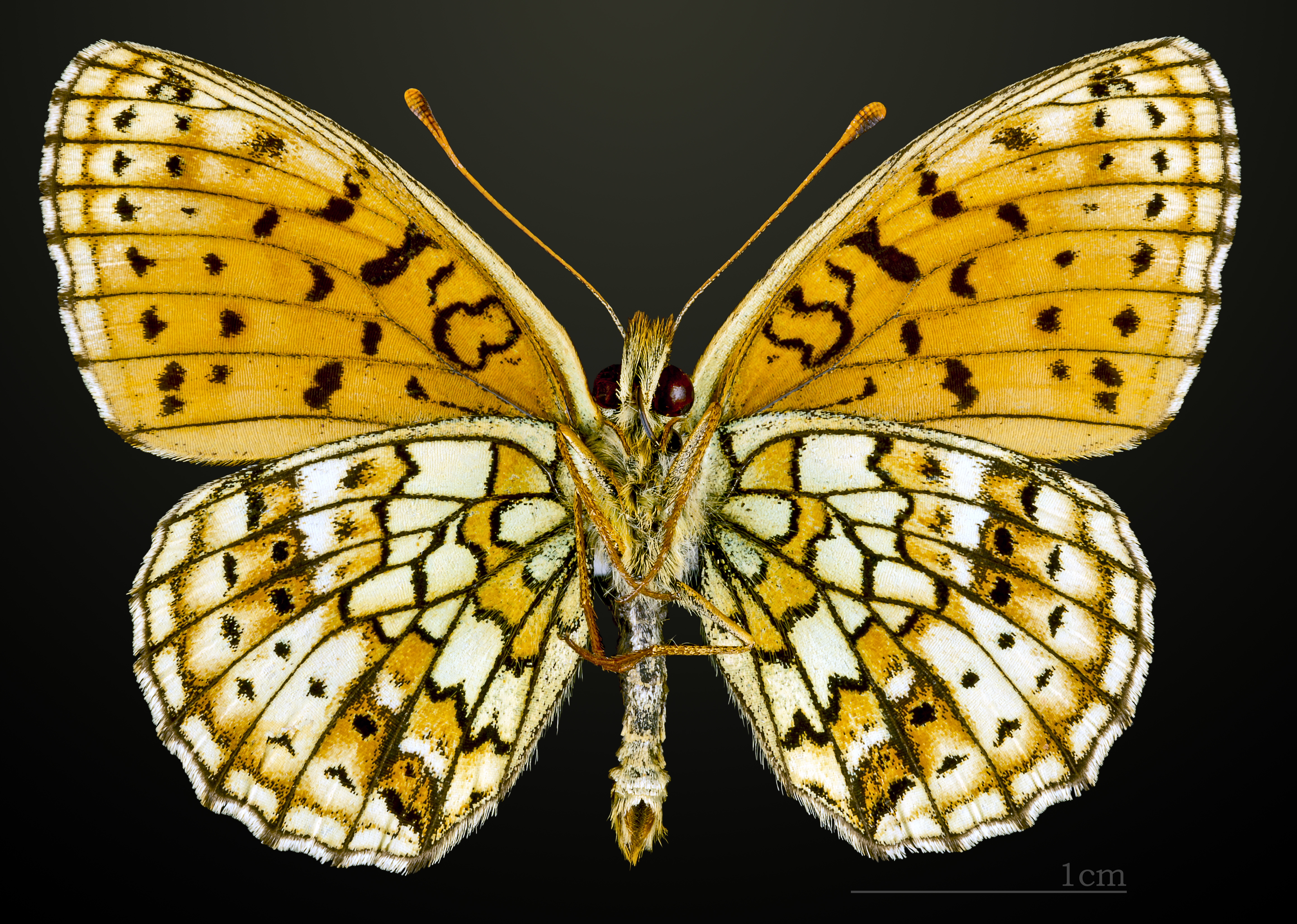
△ Перламутровка геката

## Ареал и местообитание

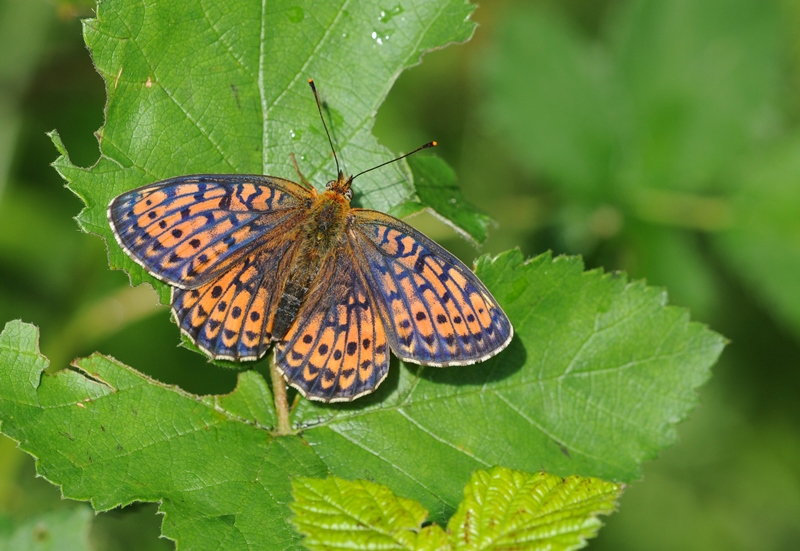

Южная и Юго-Восточная Европа, юг Западной Сибири, Центральная Азия, Алтай, Турция, Иран, Казахстан, Западный Саян. Также встречается в горной части Крыма. На Северном Кавказе обитает на побережье Чёрного моря в районе Новороссийска. На Южном Урале встречается в Башкирии.
Степной вид, встречающийся преимущественно в луговых степях. В горных лесах Карпат и Крыма населяет поляны и остепненные луга, а в Крыму также встречается в субтропических ландшафтах южного берега и на яйлах. В предгорьях Карпат встречается на высотах до 1500 м над уровнем моря. На Кавказе встречается на лесных полянах, лугах, луговых степях и горных степях с зарослями кустарников, редколесьях, субальпийских и альпийских лугах на высоте до 2700 м над уровнем моря.

## Биология
За год развивается в одном поколении. Время лёта с июня до конца июля. В горах, в зависимости от высоты, время лёта происходит с начала июня до середины августа.
Самки после спаривания откладывают яйца поштучно на нижнюю сторону листьев кормовых растений гусеницы: дорикниум (Dorycnium suffructicosum), лабазник (Filipendula sp.), малина, эспарцет (Onobrychis), фиалка, лабазник (таволга) (Filipendula sp.), таволга обыкновенная, спирея (Spiraea crenata).